# Pennies from Heaven (sång)
Pennies from the Heaven är en amerikansk sång med musik av Arthur Johnston och text av Johnny Burke. Den introducerades av Bing Crosby i filmen med samma namn från 1936. Den spelades under samma år in av Billie Holiday, och senare av andra artister som Louis Armstrong, Tony Bennett, Arthur Tracy, Big Joe Turner, Frank Sinatra, Dean Martin och många andra jazz- och populärsångare.